# Mirante do Paranapanema
Mirante do Paranapanema là một đô thị ở bang São Paulo của Brasil.

## Địa lý
Đô thị này nằm ở vĩ độ 22º17'31" độ vĩ nam và kinh độ 51º54'23" độ vĩ tây, trên khu vực có độ cao 448 m. Dân số năm 2004 ước tính là 16.744 người. É o município que mais tem mais estradas rurais em extensão.Bản mẫu:Carece de fontes
Đô thị này có diện tích 1.237,847 km².

## Thông tin nhân khẩu
Dữ liệu dân số theo điều tra dân số năm 2000
Tổng dân số: 16.213
- Dân số thành thị: 9.833
- Dân số nông thôn: 6.380
- Nam giới: 8.272
- Nữ giới: 7.941

Mật độ dân số (người/km²): 13,10
Tỷ lệ tử vong trẻ sơ sinh dưới 1 tuổi (trên một triệu người): 20,95
Tuổi thọ bình quân (tuổi): 68,71
Tỷ lệ sinh (số trẻ trên mỗi bà mẹ): 2,29
Tỷ lệ biết đọc biết viết: 83,30%
Chỉ số phát triển con người (HDI-M): 0,735
- Chỉ số phát triển con người - Thu nhập: 0,653
- Chỉ số phát triển con người - Tuổi thọ: 0,729
- Chỉ số phát triển con người - Giáo dục: 0,824

(Nguồn: IPEADATA)

### Sông ngòi
Há vários corregos,e alguns rios.

### Các xa lộ
- SP-272- Rodovia Olímpio Ferreira da Silva